# Busko-Zdrój (gemeente)
De gemeente Busko-Zdrój is een stad- en landgemeente in de Poolse woiwodschap Święty Krzyż, in powiat Buski.
De zetel van de gemeente is in Busko-Zdrój.
Op 30 juni 2004 telde de gemeente 32 560 inwoners.

## Oppervlakte gegevens
In 2002 bedroeg de totale oppervlakte van gemeente Busko-Zdrój 235,88 km², waarvan:
- agrarisch gebied: 80%
- bossen: 11%

De gemeente beslaat 24,38% van de totale oppervlakte van de powiat.

## Administratieve plaatsen (Solectwo)
| lp | Sołectwo      | Sołtys                 |
| -- | ------------- | ---------------------- |
| 1  | Baranów       | Jarosław Marcinkowski  |
| 2  | Bilczów       | Roman Gajocha          |
| 3  | Biniątki      | Tadeusz Malęga         |
| 4  | Błoniec       | Marzena Gruszka        |
| 5  | Bronina       | Krystyna Kozioł        |
| 6  | Budzyń        | Szymon Lipiec          |
| 7  | Chotelek      | Henryk Bonek           |
| 8  | Dobrowoda     | Czesław Pasternak      |
| 9  | Elżbiecin     | Ryszard Kaszowicz      |
| 10 | Gadawa        | Stanisław Sadowski     |
| 11 | Galów         | Wiesława Lachowska     |
| 12 | Janina        | Halina Szcześniak      |
| 13 | Kameduły      | Bogusława Wach         |
| 14 | Kawczyce      | Tadeusz Grombka        |
| 15 | Kołaczkowice  | Lucyna Jędrzejewska    |
| 16 | Kostki Duże   | Tadeusz Maj            |
| 17 | Kostki Małe   | Barbara Trzcina        |
| 18 | Kotki         | Tadeusz Sikora         |
| 19 | Las Winiarski | Barbara Zając          |
| 20 | Łagiewniki    | Tadeusz Woźniak        |
| 21 | Mikułowice    | Henryka Magdziak       |
| 22 | Młyny         | Dariusz Koźbiał        |
| 23 | Nowa Wieś     | Krzysztof Świstek      |
| 24 | Nowy Folwark  | Anna Słowak            |
| 25 | Oleszki       | Danuta Prędka          |
| 26 | Olganów       | Stanisław Świąder      |
| 27 | Owczary       | Janina Borto           |
| 28 | Palonki       | Elżbieta Ciosek        |
| 29 | Pęczelice     | Jan Marek              |
| 30 | Podgaje       | Bolesław Niedziela     |
| 31 | Radzanów      | Justyna Bugdalska      |
| 32 | Ruczynów      | Waldemar Rusiecki      |
| 33 | Siesławice    | Czesława Paluch        |
| 34 | Skorzów       | Sławomir Sierka        |
| 35 | Skotniki Duże | Barbara Krzemień       |
| 36 | Skotniki Małe | Jan Gajek              |
| 37 | Słabkowice    | Krzysztof Wach         |
| 38 | Służów        | Halina Rusiecka        |
| 39 | Szaniec       | Wiesław Wilk           |
| 40 | Szczaworyż    | Roman Dusza            |
| 41 | Wełecz        | Leszek Siołek          |
| 42 | Widuchowa     | Teresa Wrona           |
| 43 | Wolica        | Jerzy Brzostkiewicz    |
| 44 | Zbludowice    | Adam Pałka             |
| 45 | Zbrodzice     | Sławomir Saganowski    |
| 46 | Zwierzyniec   | Beata Pabis            |
| 47 | Żerniki Górne | Sławomir Jerzy Cieślar |

## Demografie
Stand op 30 juni 2004:
| Omschrijving                   | Totaal | Totaal | Vrouwen | Vrouwen | Mannen | Mannen |
| ------------------------------ | ------ | ------ | ------- | ------- | ------ | ------ |
| eenheid                        | aantal | %      | aantal  | %       | aantal | %      |
| inwoners                       | 32 560 | 100    | 16 815  | 51,6    | 15 745 | 48,4   |
| bevolkingsdichtheid (inw./km²) | 138    | 138    | 71,3    | 71,3    | 66,8   | 66,8   |

In 2002 bedroeg het gemiddelde inkomen per inwoner 1 163,4 zł.

## Aangrenzende gemeenten
Chmielnik, Gnojno, Nowy Korczyn, Pińczów, Solec-Zdrój, Stopnica, Wiślica
- Virtual International Authority File: 163546589